# Джулиано Театино
Джулиа̀но Театѝно (на италиански: Giuliano Teatino) е село и община в Южна Италия, провинция Киети, регион Абруцо. Разположен е на 272 m надморска височина. Населението на общината е 1251 души (към 2013 г.).